# Almere (meer)

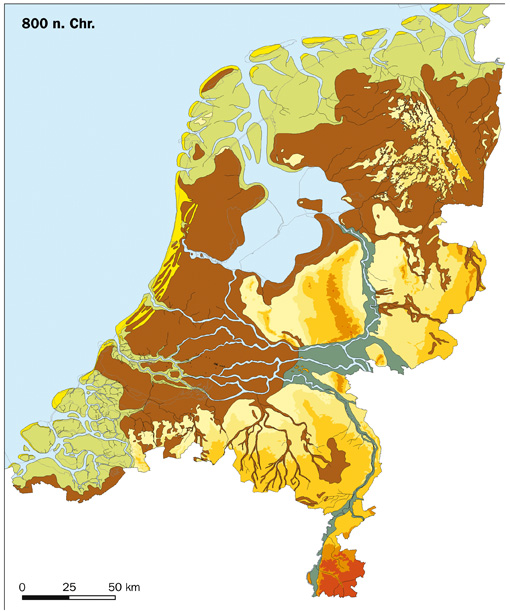
Het Almere ontstond door afslag uit het Flevomeer.

Het water Aelmere (later ook: Almere) was in de middeleeuwen een meer of binnenzee ongeveer waar thans in Nederland het IJsselmeer ligt. 

## Ontstaan
In het Subatlanticum bestond er op de betreffende plek al een merencomplex, dat door Pomponius Mela, een Romeins geograaf, in zijn De Chorographia in 44 na Christus nog Lacus Flevo (Flevomeer) werd genoemd. Andere bronnen spreken over Flevum, dat 'vliestroom' betekent. Het Flevomeer ontwikkelde zich na de Romeinse tijd door de afslag van de oevers tot het Almere. In het midden hiervan lag het eiland Flevo, waaruit later Urk en Schokland zijn ontstaan. Dit merencomplex was toen nog verhoudingsgewijs klein en stond in verbinding met de zee door een riviermonding of misschien een nauwe zeearm, waarschijnlijk het Vliestroomkanaal, tussen wat later de eilanden Vlieland en Terschelling zouden worden. Het latere Marsdiep was toen nog een riviermonding (fluvium Maresdeop).

## Naam
Het Aelmere wordt voor het eerst genoemd in een heiligenleven over de Angelsaksische bisschop Bonifatius. Daar wordt vermeld dat deze Ierse bisschop (in 754 bij Dokkum vermoord) in 753 vanaf de Rijn komende over een water genaamd 'Aelmere' richting het huidige Friesland voer. Rond het jaar 1000 wordt in een schenkingsakte over het eiland Urk gesproken als  ‘Urk in (het) Almere’. In dit document uit 966 van keizer Otto I aan het Sint-Pantaleonsklooster te Keulen luidt het: cuiusdam insulae medietatem in Almere, que Urch vocatur, 'de helft van een zeker eiland in (het) Almere, dat Urch genoemd wordt'.
Volgens de meest gegeven verklaring is ‘Almere’ een Germaanse naam voor ‘groot meer’, waarbij het woorddeel ‘mere’ een vroegere vorm is van het moderne ‘meer’. Het Germaanse ‘ala’ is voorloper van ons woord ‘al’, dat ‘geheel’ betekent (vergelijk: 'een en al', 'geheel en al', 'al dat is'), en in samengestelde woorden ‘groot’ of ‘erg’.
De naam van de stad Almere is van de naam van dit meer afgeleid.

## Overgang naar Zuiderzee
Vermoedelijk was het water in het Almere in de tijd dat het zijn naam kreeg (in de vroege middeleeuwen) zoet tot zwak brak. De Utrechtse kerk bezat visrechten in het Almere.
Het ontstaan van de Zuiderzee uit het Almere gedurende de middeleeuwen had waarschijnlijk meerdere oorzaken:
- het stijgen van de zeespiegel als gevolg van de opwarming tijdens het Middeleeuws klimaatoptimum
- het afgraven van veengronden door de Friezen in West-Friesland (Enkhuizen, Medemblik et cetera), waardoor via het Vlie een verbinding tussen het Almere en de Waddenzee ontstond
- overstromingen zoals de Allerheiligenvloed in 1170[5]